# Sous la peau
Sous la peau is een Franse dramafilm uit 2016 van Nadia Jandeau en Katia Scarton-Kim. De film werd gedraaid in zwart-wit.

## Verhaal
Vijf zussen, Véra, Dana, Irène, Ophélia en Eve, komen samen in het ouderlijke huis om de verjaardag van hun moeder te vieren. Ze ontdekken dat hun oudste zus hun moeder wil vermoorden en confronteren elkaar met pijnlijke herinneringen uit hun jeugd. Samen nemen ze een beslissing die hun band voor eeuwig zal verzegelen.

## Rolverdeling
| Acteur            | Personage |
| ----------------- | --------- |
| Valérie Chatain   |           |
| Marie Favasuli    |           |
| Nadia Jandeau     |           |
| Katia Scarton-Kim |           |
| Sabrina Seyvecou  |           |